# Kalkbro
Kalkbro este o arie protejată (arie specială de conservare — SAC, sit de importanță comunitară — SCI) din Suedia întinsă pe o suprafață de 2,6 ha, integral pe uscat.

## Localizare
Centrul sitului Kalkbro este situat la coordonatele 59°13′21″N 17°00′41″E / 59.2224°N 17.0114°E.

## Înființare
Situl Kalkbro a fost declarat sit de importanță comunitară în ianuarie 1998 pentru a proteja un număr necunoscut de specii din flora spontană și fauna sălbatică aflate în arealul zonei. Situl a fost protejat și ca arie specială de conservare în martie 2011.

## Biodiversitate
Situată în ecoregiunea boreală, aria protejată conține 2 habitate naturale: Pajiști uscate seminaturale și facies de acoperire cu tufișuri pe substraturi calcaroase (Festuco-Brometalia) (* situri importante pentru orhidee), Taiga vestică.
La baza desemnării sitului se află un număr nedeclarat de specii protejate.